# 施泰因豪森巴赫河

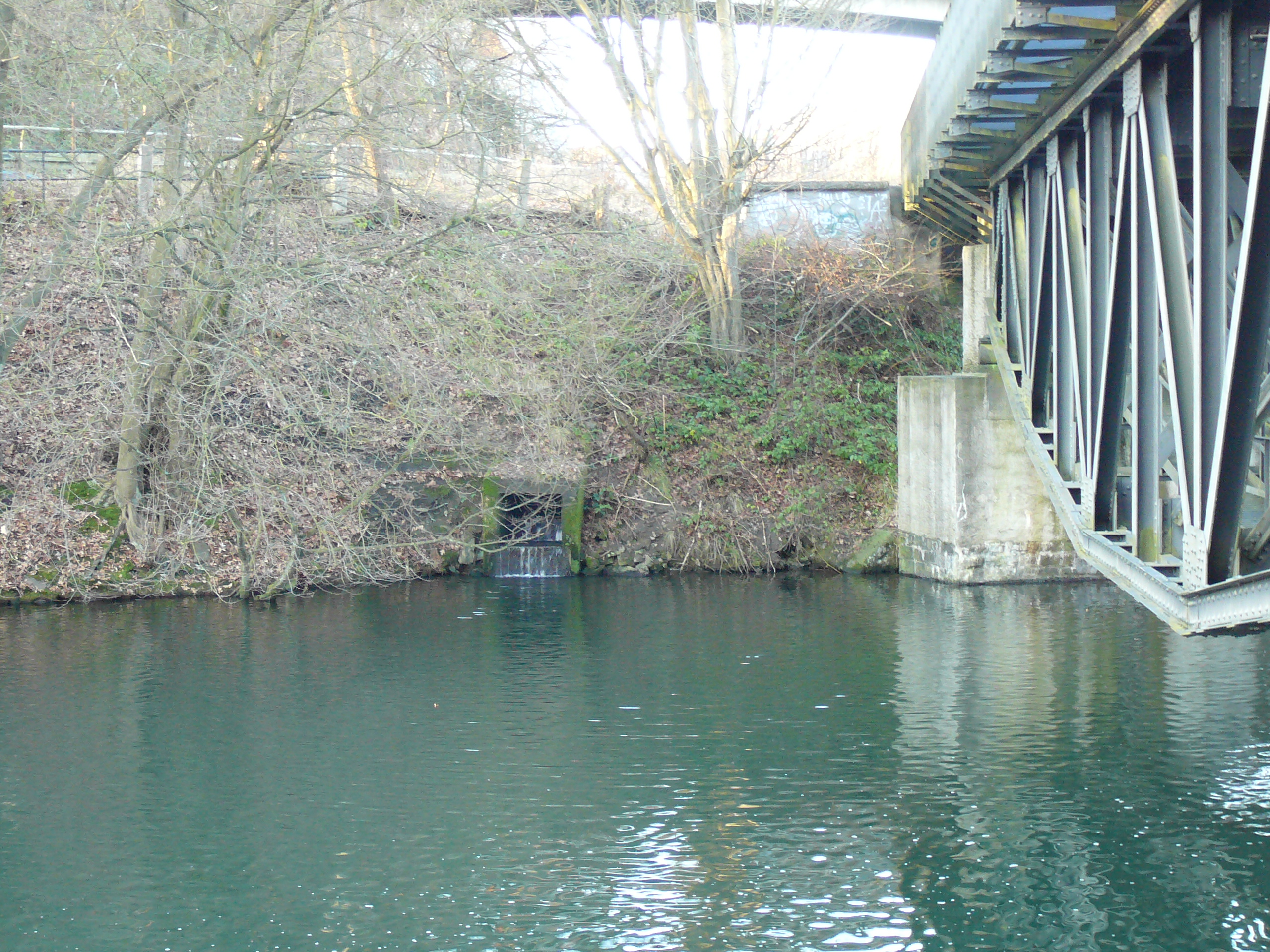

51°14′53.4″N 7°17′47.7″E / 51.248167°N 7.296583°E
施泰因豪森巴赫河（德語：Steinhauser Bach），是德國的河流，位於該國西部，處於北萊茵-威斯特法倫州，屬於伍珀河的左支流，河道全長0.6公里，河畔城鎮有伍珀塔爾。